# Markus Uppling
Markus Hans Axel Uppling, född 10 april 2000, är en svensk fotbollsspelare som spelar (anfallare) för Ettan-klubben Täby FK.

## Statistik

### Klubbstatistik
| Klubb                                                 | Säsong            | Inhemsk liga      | Inhemsk liga | Inhemsk liga | Nat. täv. | Nat. täv. | Internat. täv. | Internat. täv. | Totalt | Totalt |
| Klubb                                                 | Säsong            | Serie             | SM           | Mål          | SM        | Mål       | SM             | Mål            | SM     | Mål    |
| ----------------------------------------------------- | ----------------- | ----------------- | ------------ | ------------ | --------- | --------- | -------------- | -------------- | ------ | ------ |
| Motala AIF                                            | 2020              | Ettan Södra       | 26           | 5            | 0         | 0         | 0              | 0              | 26     | 5      |
| Motala AIF                                            | Totalt i klubblag | Totalt i klubblag | 26           | 5            | 0         | 0         | 0              | 0              | 26     | 5      |
| Täby FK                                               | 2021              | Ettan Norra       | 28           | 7            | 0         | 0         | 0              | 0              | 28     | 7      |
| Täby FK                                               | 2022              | Ettan Norra       | 3            | 2            | 2         | 1         | 0              | 0              | 5      | 3      |
| Täby FK                                               | Totalt i klubblag | Totalt i klubblag | 31           | 9            | 2         | 1         | 0              | 0              | 33     | 10     |
| Antal matcher och mål är korrekt per den 11 maj, 2022 |                   |                   |              |              |           |           |                |                |        |        |